# Regina Philips
Regina Philips (6 de marzo de 1961) es una deportista alemana que compitió para la RFA en judo. Ganó una medalla en el Campeonato Mundial de Judo de 1987, y tres medallas en el Campeonato Europeo de Judo entre los años 1983 y 1987.

## Palmarés internacional
| Campeonato Mundial | Campeonato Mundial | Campeonato Mundial | Campeonato Mundial |
| Año                | Lugar              | Medalla            | Categoría          |
| ------------------ | ------------------ | ------------------ | ------------------ |
| 1987               | Essen (RFA)        | Medalla de bronce  | –56 kg             |
| Campeonato Europeo |                    |                    |                    |
| Año                | Lugar              | Medalla            | Categoría          |
| 1983               | Génova (Italia)    | Medalla de plata   | –56 kg             |
| 1984               | Pirmasens (RFA)    | Medalla de bronce  | –56 kg             |
| 1987               | París (Francia)    | Medalla de bronce  | –56 kg             |